# أويجن متفخ
أويجن مِتْفُخ (1293 - 1361 ه‍ / 1876 - 1942 م) هو مستشرق ألماني، عني بتاريخ العرب قبل الإسلام.
أعاد طبع «تاريخ سني ملوك الأرض والأنبياء» لحمزة الأصفهاني.